# 카와모리 쇼지
카와모리 쇼지(일본어: 河森 正治, 1960년 2월 20일 ~ ）은 일본의 메카닉 디자이너, 애니메이션 감독, 연출가이다. 현재는 SATELIGHT의 전무 이사를 담당하고 있다.
대표작으로 "마크로스" 시리즈, "지구소녀 아르주나", "창성의 아쿠에리온" 등, 애니메이션과 게임, 완구 등 다양한 분야에서도 활동하고 있어 모든 분야를 통괄하는 비전 크리에이터라고 자칭하고있다.

## 약력

### 아마추어 시절
3살 무렵, 도야마현에서 가나가와현 요코하마로 이사, 그림보다 먼저 입체물에 흥미를 가져, 종이공예와 블록완구로 공작을 시작하였다. ISUZU 117 Coupe와 De Tomaso·Mangusta를 보고 자동차 디자이너를 동경하였다. 그 후 아폴로 11호의 달 착륙 중계를 실시간으로 본뒤 그 영상에 감동하여 우주 공학 엔지니어가 되는 꿈을 품는다. 그가 말하길 "일본에 NASA가 있다면 갈 수 있었다." 라고 말한다.
좋아하는 메카는 새턴 V로켓이나 썬더버드 2호, 애니메이션을 의식하게 된 것은 '루팡(TV 제1시리즈)부터 영향을 받은 연출가인 오오스미 마사아키를 언급한다.
게이오 중학교에 입학후, 동급생 오가와 마사하루(영상 제작 회사 오가와 모델링 대표), 하라다 노리히코(자가토의 자동차 디자이너) 등과 방과후에 그림을 그리기 시작한다. 게이오 고등학교진학 후 호소노 후지히코(만화가), 미기모토 하루히코(캐릭터 디자이너, 하라다 노리히코(극작가)가 덯져, 10여명의 동료와 함께 "게이오 그룹"이라고 부른다.
게이오 그룹은 "우주 전함 야마토"를 통해 SF아트 집단 스튜디오 누에의 존재를 알고 동인 크리스탈 컨벤션에 참여하게 된다. 카와모리는 게이오 대학공학부에 진학 후 아르바이트로 디자인을 도우던중 1978년에 스튜디오에 입사, 대학을 중퇴하는 1983년까지 학생과의 겸업을 계속했다. 또한 미키모토, 오오노키, SF평론가 나가세 유이들과 제작한 기동전사 건담의 동인지인 "Gun Sught"는 추후 "건담 센츄리"로 발전한다.

### 데뷔
프로 데뷔작은 "투장 다이모스"의 손님 메카 디자인, 같은시기에 다카라의 로봇 장난감 "다이아크론"시리즈의 디자인 감수를 담당한다. 선배인 미야타케 카즈타카의 가르침을 받아 투사 고디안, 크러셔 조 등의 작품으로 신예 메카닉 디자이너로 주목받기 시작한다.
1982년, SF 애니메이션 초시공 요새 마크로스에서 첫 로봇이 되는 가변 전투기 발키리를 디자인 하고 참신한 변형기구로 일약 각광을 받는다. 또한 이 작품은 기획 단계에서부터 직접 참여, 메카닉 디자인과 설정감수를 중심으로 하면서 연출을 전체 이야기가 종결되는 최종회의 각본을 다루는 등, 구성과 연출면에서도 개성을 발휘하고 폭 넓은 활동을 보였다. 1984년 극장판 초시공요새 마크로스 사랑・기억하고 있습니까에서는 이시구로 노보루와 공동감독으로 발탁된다.(이시구로는 주로 자원관리 업무를 담당) 24세의 첫 감독 작으로 실력을 높게 평가되어 애니메이션 팬 출신의 젊은 세대의 기수가 되었다. 나중에 "마크로스 플러스"를 공동으로 다루게 되는 와타나베 신이치로는 "마크로스 감독이 이십대 중반"이라는 소문을 들었을 때 자신이 애니메이션 업계를 선택한 이유중 하나라고 말했다.
극장판 마크로스 종료 후 중국 오지의 소수민족마을을 혼자서 여행하고 일본사회와는 다른 다양한 문화와 가치관을 깨닫게 되고, 이 문화충격 경험이 이후의 창작 활동의 원동력이 된다.

### 감독 복귀 그리고 10년의 공백
1980년대 부반부터 1990년대 전반에 걸쳐서는 선라이즈의 암 헤드, 기동전사 건담 0083 STARDUST MEMORY, 신세기 GPX 사이버 표물러와 오시이 마모루감독 작품의 기동경찰 패트레이버(극장판 I · II), 공각기동대GHOST IN THE SHELL 등의 메카 디자인을 다루게 된다.
한편, 연출가로는 오리지널 기획을 세우지만, 발표하지는 못하게 된다. 미발표 작품으로 스튜디오 누에의 "기갑 천사 가브리엘", 프라모델기획으로는 "공중 기행형 파이터"(에스카플로네의 원안)등, 기획이 단계에서 무산된 경우도 있었고, 시나리오까지 진행하여도 자신이 진행하지 못하게 되어 버리는 경우도 있었다. 1989년에는 카와모리 원작,각본,감독 에 미키모토 캐릭터지자인의 선라이즈 제작애니메이션 영화 "마임"의 파일럿 필름이 애니메이션 전에서 소개되었지만, 연출의 한계로 인해 제작이 중단되었다. 이 좌절에서 한때 일을 중단하였지만, 1991년에 결혼, 미키모리는 이 결혼이 카와모리의 전환점이 되었다고 말하고 있다.
1994년, 마크로스 플러스로 10년 만에 감독 업무에 본격 복귀한다. 같은 해 발매된 초기 마크로스의 주제이며, 라이프 위크이기도 했던"음악이 숨기는 가능성"을 스스로 인지하여 세계를 여행하고 감수 한 문화적 충격의 경험 등을 바탕으로 마크로스7을 완성시켜, 업계내외에서 많은 지지를 얻었다.
천공의 에스카플로네(원작)이후 신화전승 세계에 주목해, 미야자와 겐지의 반생을 그린 겐지의 봄에서 메카애니메이션 이외의 새로운 경지를 열었다.

### CG표현력과 그외 참가
1990년대 후반에는 게임관련 업무가 증가 아머드 코어씨리즈, 초강전기 키카이오, 오메가 부스트, 마크로스 VF-X2등에 관계 CG의 가능성을 배우게 된다.
2000년대부터는 겐지의 봄에서 교재가 있는 위성을 창작의 장으로, 3DGC를 구사한 복잡한 영상 표현에 도전하고 있다. 2003년에는 회사 이사로 취임. 환경 문제를 다룬 지구소녀 아르주나나 전대 미문의 작품(쾌심작) 창성의 아쿠메리온 등을 발표했다.
디자이너로서는 소니의 애완 로봇AIBO의 맞춤 디자인을 담당. 에우레카에서는 공중을 서핑하는 로봇 LFO를 고안한다.(공중 서핑은 지구 방위 가족에서 가족이 타는 호버 보드가 원형)
2008년에는 총 감독으로 마크로스 씨리즈 25주년의 집대성 적 작품 마크로스 F를 다루며 2011년까지 극장판 마크로스 F까지 2부작을 발표했다.

## 주요작품

### TV 애니메이션
- 1978년 투장 다이모스 - 게스트 메카닉 디자인 (데뷔작)
- 1979년 투사 고 디안 - 메카닉 설정
- 1979년 율리시스 31 - 일불 합작 애니메이션 기획 · 메카닉 디자인
- 1979년 더 ☆ 울트라 맨 - 후반 파트의 메카닉 디자인 (우루토리아)
- 1981년 골드 이탄 - 게스트 메카닉 디자인
- 1982년 초시공 요새 마크로스 - 각본 · 연출 · 메카닉 디자인 ( 발키리 , 스파 턴 외)설정 감수
- 1991년 신세기 GPX 사이버 포뮬러 - 시스템 디자인
- 1994년 마크로스 7 - 원작 · 감독 그림 콘티 · 메카닉 디자인
- 1996년 세이버 마리오넷 J - 원화 · 스페셜 게스트 메카 디자인
- 1996년 천공의 에스카플로네 - 원작 · 시리즈 구성
- 1996년 켄지의 봄 - 감독 · 각본
- 1998년 카우보이 비밥 - 무대 설정 (위상차 공간 게이트 및 테라포밍 의 SF 구성) 공동 각본 (18 화)
- 1998년 성방 무협 아웃 로스터 - 디자인 협력 (아웃 로스터 호)
- 2001년 지구소녀 아르주나 - 원작 · 시리즈 구성 · 감독
- 2001년 지구 방위 가족 - 원작 · 시리즈 구성
- 2002년 행복한 세상의 족제비 씨 - 그림 콘티 (48 화 · 시라카와 메이지 명의)
- 2005년 창성의 아쿠에리온 - 원작 · 시리즈 구성 · 감독 · 메카닉 디자인
- 2005년 에우레카 - 메인 메카닉 디자인 (LFO · KLF · 월광 호)
- 2006년 유리 함대 - 메카닉 디자인
- 2007년 기신 대전 기간틱 포뮬러 - 기간틱 디자인 (유노와 VIII)
- 2007년 키스 덤-ENGAGE planet- - 기계 설계
- 2007년 아니 * 크리 15 - "프로젝트 Ω"원작 · 감독 · 메카 디자인 · 콘티
- 2008년 마크로스 F - 원작 · 총감독 스토리 구성 · 발키리 디자인
- 2009년 바 스쿼시! - 원작 프로젝트 디렉터
- 2009년 아냐마루 탐정 키르민즈 - 원작 · 흑하 그림자 다음 이름 각본
- 2012년 맹렬 우주 해적 - 메카닉 디자인 (오뎃토 두 세)
- 2012년 아쿠에리온 EVOL - 원작 · 총감독 · 아쿠에 리온 디자인
- 2012년 에우레카 세븐 AO - 니르 바슈 디자인 (RA272)
- 2012년 AKB0048 - 원작 · 총감독 · 그림 콘티
- 2012년 초속 변형 자이 로제타 조치 - 메카닉 디자인 (기루티스)
- 2013년 AKB0048 next stage - 원작 · 총감독 · 그림 콘티

### 애니메이션 영화
- 1982년 테크노 폴리스 21C - 메카닉 디자인 · 콘티
- 1983년 크러셔 죠 - 작화, 메카닉 디자인
- 1984년 초시공요새 마크로스 사랑・기억하고 있습니까 - 감독 스토리 구성 메카닉 디자인
- 1989년 기동경찰 패트레이버 the Movie - 메카닉 디자인 협력 ( 헬 하운드 외)
- 1993년 기동경찰 패트레이버 2 the Movie - 메카닉 디자인 ( 이글 플러스 외)
- 1995년 마크로스 플러스 MOVIE EDITION - 원작 · 총감독 · 그림 콘티 · 컨셉 디자인 기계 설정
- 1995년 마크로스 7 은하가 나를 부르고있다! - 원작 · 감독자 메카닉 디자인
- 1995년 GHOST IN THE SHELL / 공각 기동대 - 메카닉 디자인 (저격 헬기 외)
- 2002년 WXIII 기동경찰 패트레이버 - 메카닉 디자인 (케이프 사에코의 스포츠카)
- 2007년 Genius Party <지니어스 파티> - "상하이大竜"감독
- 2007년 극장판 아쿠에리온 창성 신화 편 / ─ 일발 역전 편 - 원작 · 감독 · 각본 · 메카닉 디자인
- 2009년 극장판 마크로스 프론티어 허공 가희 ~ 거짓의 가희 ~ - 원작 · 감독 · 발키리 디자인
- 2011년 극장판 마크로스 프론티어 사랑 분리 비행 날개 ~ 작별의 날개 ~ - 원작 · 감독 · 발키리 디자인
- 2012년 마크로스 FB7 은하 류 영혼 내 노래를 들어라!! - 원작 발키리 디자인

### OVA
- 1987년 초시공 요새 마크로스 Flash Back 2012 - 감독 · 메카닉 디자인
- 1987년 파사 대성 당가 이오 - 메인 메카닉 디자인 (당가 이오)
- 1991년 기동전사 건담 0083 STARDUST MEMORY - GP01 · GP02 · 알비온 의 스타일링
- 1992년 신세기 GPX 사이버 포뮬러 11 - 메카닉 디자인
- 1993년 몰 다이버 - 개념 설계 메카닉 디자인
- 1994년 신세기 GPX 사이버 포뮬러 ZERO - 메카닉 디자인
- 1994년 마크로스 플러스 - 원작 · 감독 · 그림 콘티 · 메카닉 디자인
- 1996년 신세기 GPX 사이버 포뮬러 EARYDAYS RENEWAL - 메카닉 디자인
- 1996년 신세기 GPX 사이버 포뮬러 SAGA - 메카닉 디자인
- 1997년 마크로스 다이너마이트 7 - 시리즈 구성 메카닉 디자인
- 1998년 신세기 GPX 사이버 포뮬러 SIN - 메카닉 디자인
- 1998년 청의 6호 - 메카닉 디자인 (그램 퍼스)
- 2002년 마크로스 제로 - 감독 · 메카닉 디자인
- 2007년 창성의 아쿠에리온 - 원작 · 감독 · 각본 · 메카닉 디자인

### 특수 촬영 실사 작품
- 1988년 스타 버진 - 메카닉 디자인
- 1989년 암 헤드 - 메인 메카닉 디자인 (암 헤드, 메리안)
- 1992년 토킹 헤드 - 메카닉 디자인
- 1996년 우주 화물선 렘넌트 6 - 메카닉 디자인
- 2001년 마이티 에이전트 - 메카닉 디자인
- 2006년 입식사열전 - "중신 하위 '역으로 출연
- 2008년 TARGET HAL 마이크로 어드벤처 - 총 감독 · 각본

### 게임
- 1989년 아웃 라이브 - 메카닉 디자인
- 1994년 TEAM INNOCENT-The Point of No Return- - 메카닉 디자인
- 1997년 마크로스 DIGITAL MISSION VF-X - 총 감수 오프닝 감독 메카닉 디자인
- 1997년 - 아머드 코어 시리즈 - 개념 설계 메카닉 디자인
- 1997년 초시공요새 마크로스 사랑・기억하고 있습니까 - 영화 감독
- 1998년 초강전기 키카이오 - 기획, 메카닉 디자인
- 1999년 오메가 부스트 - CG 감수 · 메카닉 디자인
- 1999년 마크로스 VF-X2 - 총 감수 오프닝 감독 · 그림 콘티 · 설정 · 메카닉 디자인
- 2000년 마크로스 플러스 GAME EDITION - 감수 · 동영상 편집
- 2001년 마크로스 M3 - 메카닉 디자인
- 2008년 마크로스 에이스 프론티어 - 관리자
- 2009년 마크로스 얼티밋 프론티어 - 관리자
- 2010년 마크로스 트라이얼 프론티어 - 관리자
- 2011년 에이스 컴뱃 어설트 호라이즌 - 다운로드 컨텐츠 가공 기계 " ASF-X震전기 II '디자인
- 2012년 초속 변형 자이 로제타 조치 - 메카닉 디자인 (기루티스)
- 2013년 마크로스 30 은하를 잇는 가성 - 발키리 디자인

### 만화
- 1978년 손 텐도 아이 - 메카닉 설정
- 1994년 미래 모험 채널 5 - 메카닉 디자인
- 2011년 Mortal METAL 시체 스틸 - 메인 메카닉 디자인

### 공업 제품 · CM
- 1980년 다이아크론 - 로봇베이스 및 자동차 로봇 시리즈의 디자인 감수
- 1992년 배틀 테크 - 보드 게임의 일본어 버전 감수
- 2001년 AIBO - ERS-220의 외장 디자인
- 2005년 EXO-FORCE - 광고 오리지널 모델 "VAN-FORCE"제작
- 2006년 싸워라! 초 로봇 생명체 트랜스포머 - 하이브리드 스타일 호송 , 걸작 · 스타 스크림의 디자인 감수
- 2007년 닛산 듀얼리스 - 광고 모델의 파워드 슈츠 "DUARIS"디자인
- 2013년 스바루 · EyeSight - 배너 애니메이션 광고 로봇 디자인

### 기타
- 1988년 20 세의 환상 - 오오니시 유카 의 뮤직 비디오 연출 협력
- 2012년 마쿠로스자 뮤지컬시 - 뮤지컬 감수